# Boernerina variabilis
Boernerina variabilis är en insektsart som beskrevs av Richards 1961. Boernerina variabilis ingår i släktet Boernerina och familjen långrörsbladlöss. Inga underarter finns listade i Catalogue of Life.